# Potentiel naturlig vegetation
Potentiel naturlig vegetation (PNV) er et økologisk begreb, som bruges om den vegetation, man kunne forvente på et bestemt sted. Her går man ud fra de givne, miljømæssige betingelser (klima, geomorfologi, geologi), og man ser bort fra menneskelig påvirkning og tilfældige begivenheder.
Når man i dag taler om den potentielle vegetation, skal det derfor ses som et modbegreb over for den aktuelle vegetation, altså den, som er opstået på stedet under indtryk af klima- og jordbundsforhold, men især under påvirkning af menneskelig aktivitet.
Begrebet blev skabt midt i 1950’erne af plantesociologen Reinhold Tüxen, der på den måde udvidede forestillingen om et klimaks i vegetationens udvikling.

## Konkrete anvendelser
PNV bruges ofte i moderne naturbevarings- og genskabelsesprojekter ved udpegning af de mest veltilpassede arter til en bestemt biotop. Det sker, fordi de hjemmehørende arter anses for at have den største livskraft i deres hjemlige miljø og den største mulighed for at forbedre biodiversiteten.
For at fastslå, hvad der er den "naturlige" vegetation, undersøger videnskabsfolk den selvgroede vegetation i et område ved hjælp af palæobotanik.

## Resultater
Undersøgelse af fortidige økosystemer gav f.eks. muligheder for at påvise, at talrige nutidige biotoper (som de “vilde” polske skove), som man anså for at være stort set urørte, i realiteten var meget langt fra deres oprindelige tilstand.
I Japan påviste professor Akira Miyawaki efter en undersøgelse, på den ene side at de formodet “indfødte arter” i realiteten var kommet til landet ved menneskelige tiltag i løbet af mere end 1.000 år (særligt var nåletræer blevet foretrukket frem for løvfældende). På den anden side, at genskabelse af skove med hjemmehørende arter giver gode og ofte iøjnefaldende resultater.
Kort over den potentielle, naturlige vegetation  bruges verden over for at opnå en bedre forståelse af økosystemerne og plejen af dem

## Kritik
Begrebet er dog genstand for diskussioner, med de samme begrundelser som dem, der rejses mod klimaksteorien. Kritikerne fremhæver, at økosystemer ikke er statiske, men altid dynamiske: når de bioklimatiske betingelser hele tiden ændres, er det en illusion at definere både det første og det afsluttende trin i vegetationen.
Begrebet er stort set opgivet i videnskabelige afhandlinger om vegetation. Det har nemlig vist sig, at når man undersøger de plantesamfund, som påstås at befinde sig i klimakstilstanden (og altså = den potentielle vegetation), så er de altid udtryk for en foreløbig situation efter en lang og varieret udviklingshistorie.